# Расінг (хокейний клуб)
Расінг клуб (фр. Racing Club de France) — хокейний клуб з м. Парижа, Франція. Існував 1930 — 1960 роки.

## Історія
Хокейна секція «Расінг клуб де Франс» заснована в 1930 році. У сезоні 1931/32, перша команда вийшла у фінал вищої французької хокейної ліги, де програла «Стад Франсе» з рахунком 2:3 в додатковий час. У наступному сезоні «Расінг клуб» програв тому ж противнику з рахунком 0:1. Навіть з третьої спроби в сезоні 1943/44 років команда, поступилась ХК «Шамоні» також у фіналі з рахунком 0:5. Найбільший успіх в історії клубу перемога у французькому чемпіонський титул в сезоні 1949/50, та 1950/51 років. Останній сезон в вищому дивізіоні Франції у 1962/63 роках, команда посіла третє місце в паризький групі.
Неодноразовий учасник Кубка Шпенглера.

## Досягнення
Чемпіон Франції 1950 та 1951 років.